# Milena Manni
Milena Manni, conosciuta anche semplicemente come Milena (Modena, 14 settembre 1946), è una cantante italiana, attiva negli anni sessanta e settanta.

## Biografia
Dopo un valido apprendistato (scuola di canto e di pianoforte) nella sua città natale e una lunga gavetta nelle balere emiliane, partecipa ad alcuni concorsi per voci nuove e riesce ad ottenere un contratto discografico con la Carosello Records. Esordisce su 45 giri nel 1964 con Amare non è più così facile, disco che passa quasi inosservato.
La primavera successiva lancia Carlomagno (1965), versione italiana della filastrocca infantile che miete enorme successo in Francia cantata da France Gall. Il brano non otterrà in Italia lo stesso riscontro, ma gode di una buona promozione radiofonica. Ulteriore promozione viene offerta a Milena con l'opportunità di incidere Undici uomini e un pallone e Daniela batte il crawl che diventano sigle del programma Invito allo sport.
Nell'autunno Milena viene notata da Mike Bongiorno, che decide di lanciarla, assieme ad Anna Identici e Anna Marchetti, nel quiz televisivo La fiera dei sogni, trasmissione in cui sarà una presenza fissa per tutto l'inverno. L'anno successivo partecipa a Un disco per l'estate 1966 con Un debito di baci, forse il suo brano più conosciuto.
L'anno successivo partecipa alla selezione svizzera per l'Eurovision Song Contest 1967 con Farò come vuoi; sempre nel 1967 è una delle concorrenti del programma musicale Settevoci, nella puntata di domenica 30 aprile, in cui presenta Farò come vuoi.
Dotata di una voce brillante e duttile, ma di scarsa personalità (come molte esordienti dell'epoca il suo stile imitava quello di Rita Pavone e di Mina), Milena continua a incidere 45 giri, alternando brani di autori italiani (Giorgio Calabrese, Gianfranco Intra, Ettore Ballotta) a cover di pezzi stranieri tratti soprattutto da colonne sonore.
Terminata l'esperienza con la Carosello, Milena torna ad incidere qualche 45 giri all'inizio degli anni settanta per la PDU, etichetta discografica di Mina, per poi terminare definitivamente la sua carriera artistica.

## Discografia

### Singoli
- 1964 – Amare non è più così facile/Ti voglio ancor (Carosello Cl 20130)
- 1965 – Carlomagno/Se te ne vai (Carosello Cl 20145)
- 1966 – Supercalifragilisticespiralidoso/Basta un poco di zucchero (Carosello Cl 20150)
- 1966 – Undici uomini e un pallone/Daniela batte il crawl (Carosello Cl 20152)
- 1966 – Un debito di baci/Non è ancora passata (Carosello Cl 20161)
- 1968 – Io e la luna/Il tempo e la distanza (PDU P. A. 1015)
- 1969 – Ormai/L'usignolo (PDU P. A. 1025)
- 1971 – Pom pom pom/Gli occhi di quella sono su di te (PDU P. A. 1062)